# Veritas File System
Veritas File System (VxFS) – pierwszy komercyjny system plików z księgowaniem wyprodukowany przez Veritas Software i wprowadzony w 1991 roku. Został zaprojektowany do użycia w środowisku wymagającym dużej wydajności i dostępności oraz tam gdzie operacje przeprowadzane są na dużych zbiorach danych. Cechuje go alokacja bazująca na extentach, możliwość dynamicznego zwiększania i zmniejszania (tzn. bez konieczności odmontowywania), szybkie przywracanie systemu plików oraz rozszerzone opcje montowania. Wspiera pliki większe niż 2 TB i systemy plików do 256 TB, kopie bezpieczeństwa online, może być dzielony poprzez jednoczesne zamontowanie na wielu serwerach. Jest wspierany m.in. przez systemy operacyjne Linux i Unix.